# Ellsworth Price Bertholf
Ellsworth Price Bertholf, ameriški admiral, * 7. april 1866, New York, † 11. november 1921.